# Poecilopsis aliena
Poecilopsis aliena là một loài bướm đêm trong họ Geometridae.